# زوری بالایان
، و چهره فرهنگی شایسته جمهوری ارمنستان
زوُری بالایان (ارمنی: Զորի Բալայան) نویسنده، روزنامه‌نگار، پزشک ورزشی، رمان‌نویس، جهانگرد و کارشناس ورزش می‌باشد که در دهم فوریه ۱۹۳۵ در شهر استپاناکرت مرکز جمهوری آرتساخ متولد گردید. او فارغ‌التحصیل پزشکی از یکی از دانشگاه‌های روسیه در سال ۱۹۶۳ می‌باشد.
او جایزه «استاد مشهور هنری» را که از عناوین رسمی ارمنستان می‌باشد را کسب نموده‌است. همچنین نشان مسروپ ماشتوتس به وی اعطا شده‌است

## اتهام کذب

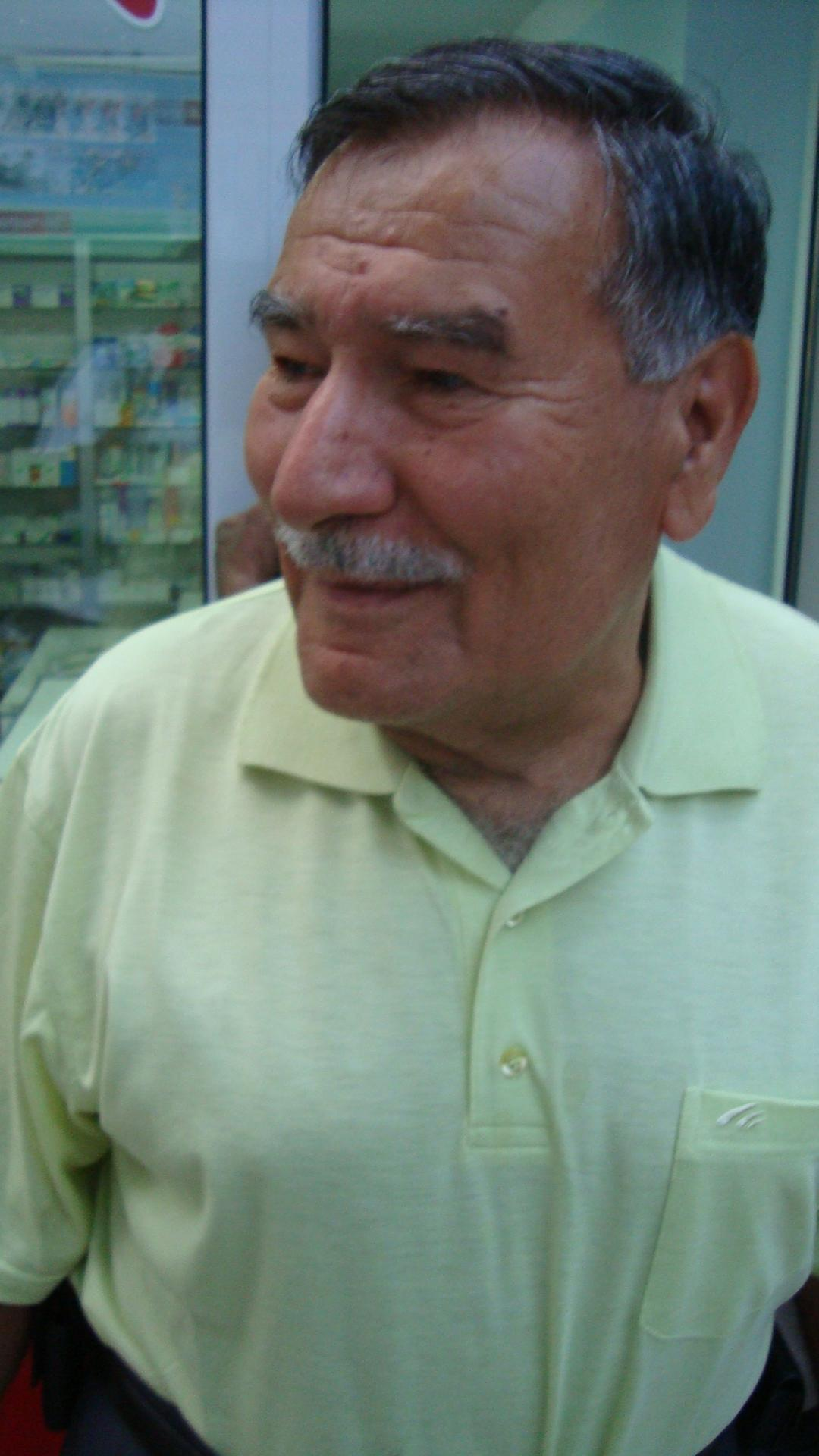

به ادعای بعضی از منابع جمهوری آذربایجان زوری بالایان کتابی به نام «احیای دوباره روحمان» در مورد کشتار خواجه‌لی نوشته که در ادعا شده خود بالایان در آن شرکت داشته.
بعنوان مثال نوشته زیر به بالایان نسبت داده شده:
با خاچاتوریان به خانه‌ای که تصرف کرده بودیم وارد و کودک ۱۳ ساله ترکی را دیدیم که توسط سربازان ارمنی به پنجره اتاق میخکوب شده بود خاچاتوریان برای اینکه جلوی گریه و فریادهای کودک را بگیرد پستان بریده شده مادرش را به زور در دهان وی فرو برد بعد از آن من پوست سر و سینه و شکم کودک را کنده و تایم گرفتم کودک در عرض هفت دقیقه بر اثر شدت خون‌ریزی جان داد و من با این عمل دچار شادی و شعف زاید الوصفی شدم و تمام روحم سر شار از غرور گردید.
به گفته زوری بالایان کتابی به نام احیای دوباره روحمان وجود ندارد:
«این روزها بسیاری از وب سایت‌های آذری‌زبان به نقل قول از خودم کتابی منتشر کردم و اعتراف به عملی انجام دادم که خودم از آن بی خبرم. بسیاری از مردم با من تماس می‌گیرند و می‌پرسند که آیا چنین کتابی منتشر شده‌است و من به صراحت می‌گویم خیر من چنین کتابی منتشر نکردم. در حال حاضر چند سالی است این دروغ نا بخشودنی را بین مردم رواج دادند و از نقل قول من حرف هائی زدند که همه آن‌ها بی‌اعتبار است.
تقاضای من از حمایت از حقوق نویسندگان این است که با بررسی چنین مواردی با آن به شدت برخورد نمایند و از نویسندگان حمایت کنند.»
اظهارات وزارت امور خارجه ارمنستان:
«هیچ‌کس این کتاب را ندیده چون چنین کتابی وجود ندارد و این اتهامات جعلی را به شدت محکوم می‌کنیم.»
اظهارات عایشه گونایسو فعال حقوق بشر، فمینیست، مترجم و محقق ترک است. از سال ۱۹۹۵، عضو مؤسس کمیته حقوق بشر ترکیه علیه نژادپرستی و تبعیض (شعبه استانبول) می‌باشد در مقاله‌ای به نام حاکمیت دروغ می‌نویسد:
«حتی اگر کسی اطلاع نداشته باشد که چنین کتابی از زوری بالایان وجود خارجی ندارد، از لحن و سیاق متن نقل قول باید کاملاً روشن باشد که این «نقل قول» متن مجعولی است. مسئله شوک آور، اما این بود که «نقل قول» نه از جانب یک نفر تُرک افراطی متعصب و دشمن ارمنیان انجام می‌شد، بلکه از جانب کسی که صادقانه نژادپرستی و تبعیض را محکوم می‌کرد. چند روز بعد از چاپ مقاله، کایماز در وبلاگ شخصی خودش اعلام کرد که اشتباهی از جانب وی روی داده و زوری بالایان چنین کتابی ننوشته و نقل قول از متن مجعولی صورت گرفته‌است. وی اضافه کرد که مطالب راجع به کتاب رااز یک پزشک آذری طی یک میزگرد تلویزیونی شنیده بوده. ظاهراً، کایماز ساده لوحانه به هیچ وجه فکر نمی‌کرد که یک پزشک طرف مباحثه در تلویزیون ممکن است دروغ بگوید. اما، اصلاً کایماز این نقل قول را از کجا پیدا کرده بود؟ من خود به جستجوی آن پرداختم و متوجه شدم که فقط در تارنما‌های ترکهای ناسیونالیست افراطی موجود است.»
اظهارات اونور کایماز هیئت تحریریه روزنامه رادیکال:
«کایماز مقاله‌ای در روزنامه رادیکال منتشر کرد که اظهاراتش را در وبلاگ شخصی خود به نقل قول از زوری بالایان نوشته بود اشتباه بوده او چنین می‌گوید: او در مورد کتاب از یک پزشک آذری در میزگردی در تلویزیون شنیده بوده.»

## بازداشت بالایان توسط اینترپل
سوم ژوئیه ۱۹۹۴، در یکی از ایستگاه‌های قطار شهر باکو، خرابکاری شد که منجر به کشته شدن ۱۳ نفر و زخمی گردیدن ۴۲ نفر شد. در بازجویی‌ها مشخص شد که تروریست خرابکاری‌کننده، آذر اصلانوف نام دارد که عضو یک گروه جدایی طلب لزگی است. در طی محاکمه اصلانوف ادعا کرد که به دستور زوری بالایف در مترو خرابکاری نموده و بدنبال آن، پلیس جمهوری آذربایجان از اینترپل تقاضای پیگرد بین‌المللی بالایان را نمود. در سال ۲۰۰۵ اینترپل، بالایان را در ایتالیا دستگیر کرد، اما بدنبال دخالت وزارت خارجه ارمنستان و سفیر جمهوری ارمنستان در ایتالیا، اینترپل با استناد به بند سوم اساسنامه اینترپل مبنی براین که پلیس بین‌المللی حق ندارد در مواردی که ماهیت سیاسی، نظامی، دینی و نژادی دارد دخالت کند، بالایان را آزاد نمود.

## آثار
نویسنده کتاب‌های:
- شهر من کیلیکیه به زبان روسی سال ۲۰۰۴ ایروان (به انگلیسی:My Kilikia)
- رمان شکاف  به زبان روسی و ارمنی سال ۲۰۰۴ ایروان (به انگلیسی:Chasm)
- رمان بهشت و جهنم به زبان روسی و ارمنی و انگلیسی لوس انجلس ۱۹۹۷ ایروان ۱۹۹۵
- رمان آتشدان به زبان روسی ۱۹۸۴ و ارمنی ۱۹۸۱
- رمان بین دو آتش به زبان ارمنی ایروان ۱۹۷۹
- رمان جاده‌های آبی به زبان ارمنی ایروان ۱۹۷۵

و چند رمان و کتاب دیگر